# Selo pri Robu
Selo pri Robu je najvišje ležeče naselje v Občini Velike Lašče.
Vas je zgodovinsko zanimiva zaradi 382 m dolgega ostanka rimskega zidu in dveh oglednih stolpov tik ob lokalni cesti. V vasi pa je tudi križišče evropskih pešpoti E6 in E7. To je edino križišče pešpoti na balkanskem prostoru. 
V nekdanji gozdarski koči, ki je bila last grofov Auersperg, je bila nekdaj kmetija odprtih vrat s hrano in prenočišči.